# Празиногема
Празиногема або Зеленокровний сцинк (Prasinohaema) — рід ящірок родини Сцинкові (Scincidae).
Назва роду походить з лат. prasinus — «зелений» і лат. haema — «кров».

## Поширення
Поширені на Новій Гвінеї та Соломонових островах.

## Спосіб життя
Ведуть деревний спосіб життя. На пальцях є спеціальні пластинки з мікроскопічними «пензликами», утворені видозміненими роговими лусками і дозволяють ящіркам пересуватися по гладких вертикальних поверхнях . Подібні пластинки незалежно виникли також у багатьох геконів і анолісів. У зеленокровних сцинків «пензлики» на пальцевих пластинках дещо відрізняються за своїм генезисом від таких у геконів і анолісів.

## Опис
Дивною особливістю цих ящірок є висока концентрація жовчного пігменту білівердин у плазмі крові, через що їх кров, слизова оболонка рота, язик та внутрішні органи мають зелене забарвлення. Яйця зеленокровних ящірок, які зазвичай відкладаються на деревах, також забарвлені у зелений колір. Зеленокровні сцинки — єдині наземні хребетні із зеленою кров'ю. Рівень білівердину в їх крові і тканинах досягає значень, смертельних для інших хребетних. Призначення таких високих концентрацій зеленого жовчного пігменту не зрозуміле. Можливо, пігмент володіє відштовхуючим смаком і робить ящірок неїстівними для хижаків (наприклад, птахів).

## Класифікація
Рід Prasinohaema нараховує 5 видів:
- Prasinohaema flavipes (Parker, 1936)
- Prasinohaema parkeri (M.A. Smith, 1937)
- Prasinohaema prehensicauda (Loveridge, 1945)
- Prasinohaema semoni (Oudemans, 1894)
- Prasinohaema virens (W. Peters, 1881)